# Lijst van mijnplaatsen
Deze lijst van mijnplaatsen geeft een overzicht van plaatsen waar mijnbouw plaatsvindt of heeft plaatsgevonden.

## A
- Alapajevsk
- Artjomovski
- Asbest

## B
- Beringen
- Berjozovski (oblast Kemerovo)
- Berjozovski (oblast Sverdlovsk)
- Berkeley Pit
- Bois-du-Luc
- Bonanza (Idaho)
- Borinage
- Broken Hill

## C
- Cananea
- Chalmer-Joe
- Chuquicamata
- Clayton (Idaho)
- Colfax (New Mexico)
- Concepción del Oro
- Custer (Idaho)

## D
- Dawson (New Mexico)
- Degtjarsk

## E
- Eisden

## G
- Groemant
- Grube Anna
- Guanajuato
- Gyrgytsjan

## I
- Idaho City

## K
- Kajerkan
- Karabasj (oblast Tsjeljabinsk)
- Karpinsk
- Katsjkanar
- Kemerovo
- Kirovgrad
- Koesjva
- Krasno-oeralsk
- Krasnotoerinsk

## L
- Leninsk-Koeznetski
- Ludlow (Colorado)
- Le Grand-Hornu

## M
- Magnitogorsk
- Miass
- Mineral del Monte

## N
- Nizjni Tagil
- Nizjnjaja Toera
- Norilsk
- Novokoeznetsk
- Nueva Rosita

## P
- Pachuca
- Palaú
- Parral (Chihuahua)
- Pervo-oeralsk
- Piedras Negras (Coahuila)
- Pioneerville
- Placerville (Idaho)
- Polevskoj
- Prokopjevsk
- Pyramiden

## R
- Real de Catorce
- Rezj

## S
- Serov
- Severo-oeralsk
- Sombrerete
- Sukari

## T
- Talnach
- Tasjtagol
- Taxco

## V
- Valkoemej
- Verchnjaja Pysjma
- Voltsjansk
- Vorkoeta

## W
- Waterschei
- Winterslag

## Y
- Ytterby

## Z
- Zacatecas
- Zwartberg